# 린 버크
린 에다이스 버크(Lynn Edythe Burke, 1943년 3월 22일 ~ )는 미국의 전 수영 선수이자 올림픽 2관왕이며, 2개의 종목들에서 전 세계 기록 보유자이다.
뉴욕에서 태어난 버크는 17세의 나이로 1960년 로마 올림픽에 나가 100m 배영에서 1분 09.3초의 올림픽 신기록을 세워 금메달을 획득하였다. 그녀는 400m 혼계영에서 우승한 미국 팀을 위하여 배영 주자로 헤엄쳐 패티 켐프너(평영), 캐럴린 슐러(접영)와 크리스틴 본 살차(자유형)와 함께 또 하나의 금메달을 땄다. 미국 여자 혼계영 팀은 결승전에서 4분 41.1초의 세계 신기록을 세웠다.
1978년 버크는 명예 수영 선수로서 국제 수영 명예의 전당으로 헌액되었다. 1961년 수영에서 은퇴 후, 뉴욕에서 모델, 저자와 비지니스우먼이 되었다.

## 같이 보기
- 올림픽 수영 여자 메달리스트 목록
- 수영 배영 200m 세계 기록 추이
- 수영 혼계영 400m 세계 기록 추이